# Porcellio peninsulae
Porcellio peninsulae är en kräftdjursart som beskrevs av Karl Wilhelm Verhoeff 1944. Porcellio peninsulae ingår i släktet Porcellio och familjen Porcellionidae. Inga underarter finns listade i Catalogue of Life.